# Non-commissioned officer
|  | Sammenskrivningsforslag Artiklen Non-commissioned officer er foreslået føjet ind i Underofficer. (Siden november 2016) Diskutér forslaget Kort begrundelse: Engelske interwiki-link henviser til denne artikel |

NCO står for non-commissioned officer. På Dansk stregbefalingsmand eller befalingsmand i sergentgruppen. Gruppen er på mellemleder niveau i forsvaret. Laveste grad i Danmark er korporal. Derefter sergent, oversergent og senior sergent til chefsergent. Sergenter uddannes på sergentskoler, og avancement sker ved udvælgelse og kurser. Inden begrebet sergent indførtes i det danske forsvar, blev gruppen betegnet som fenrikker og officianter. Der er forskellige måder at udvælge sergenter på: nogle lande anvender udnævnelse i geleddet på merit; dvs. uden skole eller kursus. Andre anvender avancement gennem kurser. Lederuddannelserne til officersgraderne sker næsten alle vegne ved regulær skoling på officersskoler. De mest kendte er Sandhurst i England, Frederiksberg i Danmark og West Point i USA.